# Frederik Sørensen
Frederik Hillesborg Sørensen (* 14. dubna 1992, Kodaň, Dánsko) je dánský fotbalový obránce (stoper) a bývalý mládežnický reprezentant, který hraje v klubu 1. FC Köln.

## Klubová kariéra
V Dánsku hrál v mládežnických letech za týmy Roskilde KFUM, Himmelev–Veddelev BK, FC Roskilde a Lyngby BK. V srpnu 2010 odešel do italského klubu Juventus FC, kde na podzim 2010 debutoval v A-týmu. Následovala angažmá v Bologna FC 1909, Hellas Verona FC a od července 2015 1. FC Köln.

## Reprezentační kariéra
Frederik Sørensen nastupoval za dánské mládežnické reprezentační od kategorie U17. Zúčastnil se Mistrovství Evropy hráčů do 21 let 2015 konaného v Praze, Olomouci a Uherském Hradišti, kde byli mladí Dánové vyřazeni v semifinále po porážce 1:4 ve skandinávském derby pozdějším vítězem Švédskem.